# Метацентричан хромозом
Метацентричан хромозом је хромозом чија је центромера на средини, тако да дели хромозом на краке једнаке дужине (p=q).
У хуманом кариотипу метацентрични хромозоми су:
- 1, 3, 16, 19 и 20.